# Conradine Lück
Conradine Lück (* 6. Mai 1885 in Berlin-Steglitz; † 24. August 1959 in Berlin) war eine deutsche Pädagogin, Schriftstellerin, Lyrikerin und Buchautorin.

## Leben und Wirken
Sie war das älteste Kind eines Gymnasialprofessors. Nach dem Besuch der Höheren Mädchenschule absolvierte sie eine Lehrerinnenausbildung für mittlere und höhere Schulen. Danach unterrichtete Conradine Lück an Höheren Mädchenschulen in England und Berlin. In den 1920er Jahren forschte und publizierte sie über Fröbelsche Pädagogik. 1929 übersiedelte sie nach Hamburg und studierte Sprachphilosophie bei Heinz Werner und Psychologie bei Martha Muchow. Über letztgenannte kam sie in Kontakt mit der Hamburger Fröbelbewegung, für die sich Conradine Lück verstärkt engagierte. Von 1930 bis 1933 leitete sie das renommierte Hamburger Fröbel-Seminar, eine Einrichtung zur Ausbildung von Kindergärtnerinnen, Hortnerinnen und Jugendleiterinnen. Ob sie freiwillig oder von der Behörde verordnet die Schulleitung niederlegte, konnte bisher nicht eruiert werden. Während des Nationalsozialismus passte Conradine Lück ihre Veröffentlichungen der vorgeschriebenen Ideologie an, wie folgende Zeilen über den Führer als Vor- und zugleich Sinnbild des deutschen Volkes exemplarisch belegen:
Wer denkt z. B. darüber nach, daß die Möglichkeit Vorbild zu sein, ein Vorbild zu haben, letztlich auch in der Fähigkeit sinnbildlichen Erlebens und Gestaltens wurzelt, in der Möglichkeit, dies Vorbild zugleich als Sinnbild zu erleben? Und doch jubeln all die Hunderttausende dem Führer zu, jubeln ihm nicht nur als ihrem Führer, sondern auch als ihrem Vorbild! Und er kann ihnen doch Vorbild sein im tiefsten Sinne nur dann, wenn er ihnen zugleich Sinnbild des deutschen Volkes ist, Sinnbild alles dessen, was als Edelstes und Bestes deutscher Art als Sehnsucht und Aufgabe in ihnen lebendig ist! Oder - um etwas ganz Äußerliches zu nennen: Wenn das Propagandaministerium, um das ganze Volk auch innerlich dem Dritten Reich einzugliedern, - vorwiegend die 'Magie des Wortes' in seinen Dienst stellt, so doch weitgehend auch die Magie des Sinnbildes! Wohin wir auch blicken - überall sind wir von Sinnbildern des neuen Deutschland umgeben.
Kurz nach dem Zusammenbruch der Nazi-Diktatur übernahm sie wieder die Leitung des Hamburger Fröbelseminars, die sie nach drei Jahren an Luise Besser abgab. Im März 1948 gründete Conradine Lück  zusammen mit Luise Besser, Herman Nohl und Eduard Spranger den in der NS-Zeit aufgelösten Pestalozzi-Fröbel-Verband erneut und zeichnete als Schriftleiterin der Verbandszeitschrift Die Menschen-Erziehung verantwortlich. Bis 1952 war Conradine Lück im Beirat des Pestalozzi-Fröbel-Verbands, danach Ehrenmitglied. In den 1950er-Jahren lebte sie als pensionierte Direktorin in Hamburg.
Conradine Lück hat viele Gedichte geschrieben, die nur sehr spärlich publiziert wurden. Walter Thorun hat einige in einer Anthologie veröffentlicht. Daraus ein Beispiel:
Soziale Arbeit
Nicht, daß du hundert Hände gefüllt
Und tausend Kerzen entflammet -
Nicht, daß du gekleidet, gespeist und getränkt,
Die zu bittersten Elend verdammet -
Nein! Daß du aus tiefster Seele geliebt
Und daß du dein Herz gegeben -
Und die Güte gemehrt in der hassenden Welt -
Das - das erst war helfendstes Leben!.

## Werke (Auswahl)
- Friedrich Fröbel und die Muhme Schmidt. Ein Briefwechsel aus der Mitte des vorigen Jahrhunderts, (Werk zu Friedrich Fröbel), Quelle & Meyer, 1929
- Helene Luise Klostermann. Ein Lebensbild, in: Kindergarten 1935, S. 141–157
- Die Bedeutung des Sinnbildlichen für die Entwicklung des Menschen, in: Kindergarten 1935, S. 74–82, S. 93–99 und 1936, S. 27–35
- Frauen. 8 Lebensschicksale, Enßlin & Laiblin, Reutlingen 1936
- Männer. Kämpfer und Sieger, Enßlin & Laiblin, Reutlingen 1939
- Lebe, lebe lang (zusammen mit Lottelise Künemund)
- Stöffele Pantöffele - Alte und neue Kinderreime (zusammen mit Lottelise Künemund), Thienmans, Stuttgart 1957